# Mercato Saraceno
Mercato Saraceno (Marchèt Sarasèin in romagnolo) è un comune italiano di 6 854 abitanti della provincia di Forlì-Cesena in Emilia-Romagna.

## Geografia fisica
La cittadina si trova nella valle del Savio, a 41 km dal capoluogo provinciale Forlì e a 25 km da Cesena. Il territorio comunale si sviluppa lungo i contrafforti delle valli dei fiumi Savio e Borello, con altitudine compresa tra 50 m e 840 m s.l.m.

## Storia
I documenti riferiscono che vicino al mulino ad acqua, che esisteva già nel 1153, Saraceno degli Onesti volle creare un mercato, sullo spiazzo vicino al fiume dotato dell'unico ponte sul Savio tra Cesena e Bagno di Romagna. Conquistata, nella seconda metà del Duecento, dall'arcivescovo di Ravenna, Filippo Fontana, fu dotata di più castelli, sottoposti a diverse giurisdizioni. Al centro delle mire espansionistiche dei Malatesta e degli Ordelaffi, all'inizio del XVI secolo venne occupata da Cesare Borgia, il duca Valentino, che aveva l'ambizioso progetto di creare nell'Italia centro-settentrionale un grande Ducato.
Dopo il fallimento del disegno del Borgia e del tentativo della Repubblica di Venezia di estendere i propri domini in Romagna si instaurò un periodo di relativa pace che favorì l'ulteriore sviluppo dei traffici commerciali.
Rimasta dominio dello Stato Pontificio fino all’età napoleonica, nell’800 divenne un'importante risorsa per l’attività estrattiva dello zolfo che stimolò la crescita demografica e il miglioramento delle vie di comunicazione ma anche un’intensa vita sindacale e di rivendicazioni per il miglioramento delle condizioni di vita dei minatori, che attirarono qui anche personaggi come Andrea Costa.

### Simboli
Lo stemma del Comune, in uso da tempo ma che non ha avuto una formale concessione, rappresenta un moro rivoltato e bendato ed è un esempio di arma parlante, richiama in questo caso il nome "Saraceno". La tradizione lo fa risalire a Saraceno Degli Onesti, signore del luogo nel XIII secolo.
Nelle versioni ottocentesche la testa di moro era rappresentata anche con un orecchino d'oro e drappeggiato con una sciarpa verde.
Il gonfalone è un drappo interzato in sbarra di verde, di bianco e di rosso.

## Monumenti e luoghi d'interesse
Il centro storico è composto da una Piazza di Sotto o Piazza de' Bovi (ora Piazza Gaiani), da un Borgo di Mezzo (ora via Cavallotti) e dalla Piazza di Sopra (poi Piazza Maggiore e ora Piazza Mazzini). Sulla piazza principale si affacciano la chiesa parrocchiale di Santa Maria Nuova, patrona di Mercato saraceno, il Palazzo comunale, il Palazzo Trovanelli e Palazzo Petrucci. Piazza Mazzini è il cuore della cittadina, e da essa si dipartono le vie che formano l’ordito del centro, organizzato su "terrazzi" che si affacciano sul corso del fiume Savio.
Non lontano si trova palazzo Dolcini, nato come Casa del Fascio progettato dall'architetto forlivese Ugo Dolcini, nel 1926, che presenta uno stile liberty sobrio ed elegante. Oggi è un centro culturale polivalente comunale, dopo un lungo restauro iniziato negli anni sessanta.
Nel territorio si trovano le pregevoli pievi dei Santi Cosma e Damiano a San Damiano e quella di Santa Maria Annunziata di Monte Sorbo.

## Società

### Evoluzione demografica
Abitanti censiti

### Etnie e minoranze straniere
Al 31 dicembre 2023 la popolazione straniera residente era di 765 persone, pari al 7,68% della popolazione.

## Cultura

### Biblioteche
La biblioteca comunale ha sede nell'edificio dell'ex macello comunale, ed è dedicata all'ingegnere Antonio Veggiani, cittadino mercatese scomparso nel 1996, appassionato di archeologia e geologia, studioso di storia locale, illustre uomo di cultura che contribuì a fondare la Società degli Studi Romagnoli.
La biblioteca raccoglie attualmente circa 9.000 volumi catalogati. Prevalenti sono i settori dedicati alla narrativa italiana e straniera, alla saggistica, alla narrativa per bambini e ragazzi, alla letteratura per giovani, alla storia e cultura locale. La collocazione dei libri è a scaffale aperto.

### Fiere e manifestazioni
Le prime fonti storiche indicano la presenza di fiere e mercati già alla fine del Cinquecento, ma è ipotizzabile che siano comunque più antiche.
- La "Fiera di maggio", si tiene la prima domenica del mese di maggio e vi si possono trovare prodotti tipici del territorio, in particolar modo selezionati salumi e formaggi e vini di qualità di produzione locale.
- Big Fish Day è una manifestazione a scopo benefico che si svolge ogni anno nel mese di maggio. Big Fish, nata nel 2011, è una associazione di promozione sociale che sostiene attività umanitarie, soprattutto rivolte ai bambini. La giornata è dedicata alla musica, al motociclismo amatoriale e alla solidarietà. Accanto all'evento, si conferisce il Premio Mirko Bartolini (Fish), rivolto a persone o associazioni che si sono distinti per l'impegno umanitario.
- Tra luglio e agosto le frazioni del comune sono impegnate in un cartellone di eventi unico, patrocinato dal Comune, dal titolo "Palcoscenici d'estate".
- Fiera del libro

## Geografia antropica

### Frazioni

#### Ciola
Ciola è situata a circa 600 m s.l.m., nelle vicinanze di Musella dove si trova il Monte di San Vicinio in cui il Santo si rifugiava in preghiera e la fonte di San Vicinio. Nelle vicinanze si trova la Pieve romanica di Montesorbo, di notevole valore artistico. Vi sono collocate pregiate colonne di marmo cipollino, oltre alla copia di un dipinto, conservato altrove, raffigurante la Madonna col Bambino. La festa paesana si svolge la seconda domenica di maggio; patrona della frazione è Sant'Eurosia.

#### Monte Iottone
Monte Iottone (già Monte Giottone) è situato a circa 450 m sul monte omonimo.

#### Paderno
Il sito di Castrum Paderni, (o Paterni), situato a 282 m s.l.m. è già presente nell'anno 1220 quando venne concesso alla chiesa di Sarsina dall'Imperatore Federico II per poi tornare in documenti successivi, conteso dalla potente famiglia degli Ordelaffi di Forlì e successivamente da Ferratino Malatesta e dalla chiesa di Ravenna. La chiesa dedicata a Santa Maria Nuova, costruita negli anni trenta su progetto dell'architetto cesenate Pietro Riciputi conserva all'interno un affresco del 1575. Il luogo fu residenza di Arnaldo Mussolini che vi è sepolto.

## Economia
L'economia è prevalentemente agricola, in particolare vitivinicola.

## Amministrazione
Di seguito è presentata una tabella relativa alle amministrazioni che si sono succedute in questo comune.
| Periodo         | Periodo        | Primo cittadino    | Partito                         | Carica  | Note   |
| --------------- | -------------- | ------------------ | ------------------------------- | ------- | ------ |
| 26 ottobre 1988 | 15 giugno 1990 | Fernando Di Guilmi | Partito Repubblicano Italiano   | Sindaco | [ 10 ] |
| 15 giugno 1990  | 24 aprile 1995 | Oscar Bolognesi    | Partito Socialista Italiano     | Sindaco | [ 10 ] |
| 24 aprile 1995  | 14 giugno 2004 | Oscar Graziani     | lista civica di centro-sinistra | Sindaco | [ 10 ] |
| 14 giugno 2004  | 8 giugno 2009  | Giampaolo Leonardi | lista civica di centro-sinistra | Sindaco | [ 10 ] |
| 8 giugno 2009   | 26 maggio 2014 | Oscar Graziani     | lista civica di centro-sinistra | Sindaco | [ 10 ] |
| 26 maggio 2014  | 27 maggio 2019 | Monica Rossi       | lista civica di centro-sinistra | Sindaco | [ 10 ] |
| 27 maggio 2019  | 9 giugno 2024  | Monica Rossi       | lista civica di centro-sinistra | Sindaco | [ 10 ] |
| 10 giugno 2024  | in carica      | Monica Rossi       | lista civica di centro-sinistra | Sindaco | [ 10 ] |

### Gemellaggi
- Villadossola, dal 2010